# Mys Bagardzhik
Mys Bagardzhik är en udde i Kazakstan. Den ligger i oblystet Mangghystau, i den västra delen av landet, 1 700 km sydväst om huvudstaden Astana.
Terrängen inåt land är platt norrut, men söderut är den kuperad.  Trakten runt Mys Bagardzhik är nära nog obefolkad, med mindre än två invånare per kvadratkilometer. Det finns inga samhällen i närheten. Trakten runt Mys Bagardzhik består i huvudsak av gräsmarker.